# Andrássy út
Andrássy út è il più importante viale di Budapest.

## Storia
Il viale Andrássy è stato costruito per scaricare dal traffico pesante la parallela Király utca e per collegare il centro della città con il Városliget. La sua costruzione fu iniziata nel 1872 e il viale venne inaugurato il 20 agosto 1876 in occasione della festa nazionale per il giorno di santo Stefano I d'Ungheria. La sua realizzazione fu il risultato di una miscela dei piani proposti dai primi tre concorrenti Lajos Lechner, Frigyes Feszl e Klein & Fraser e i suoi palazzi che vi affacciano furono costruiti dagli architetti più illustri (guidati da Miklós Ybl) dell'epoca e finanziati dalle principali banche e famiglie aristocratiche ungheresi.
Il viale ha cambiato tre volte nome negli anni cinquanta, a testimonianza dei rapidi mutamenti politici del periodo. Divenne Sztálin út in onore del politico russo durante l'occupazione sovietica, per poi venir rinominato in Magyar Ifjúság útja (Viale della gioventù ungherese) nel 1956 e in Népköztársaság út (Viale della Repubblica Popolare) nel 1957 ad opera dei comunisti. L'originale nome di Andrássy út venne ripreso nel 1990, dopo la caduta del regime comunista.
Nel settembre 2011, il segretario di Stato per la cultura Géza Szocs annunciò un piano per la costruzione di una nuova struttura sul viale Andrássy, accanto al Városliget e nei pressi del Museo di belle arti e del Műcsarnok, per ospitare le collezioni dell'attuale Galleria nazionale ungherese.

## Galleria d'immagini

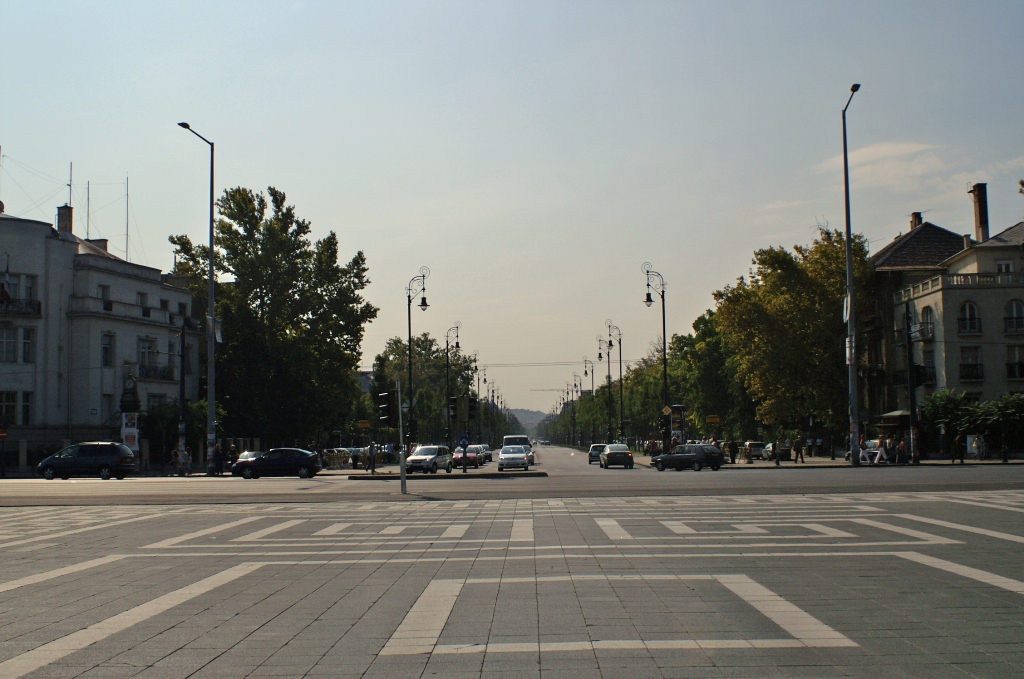
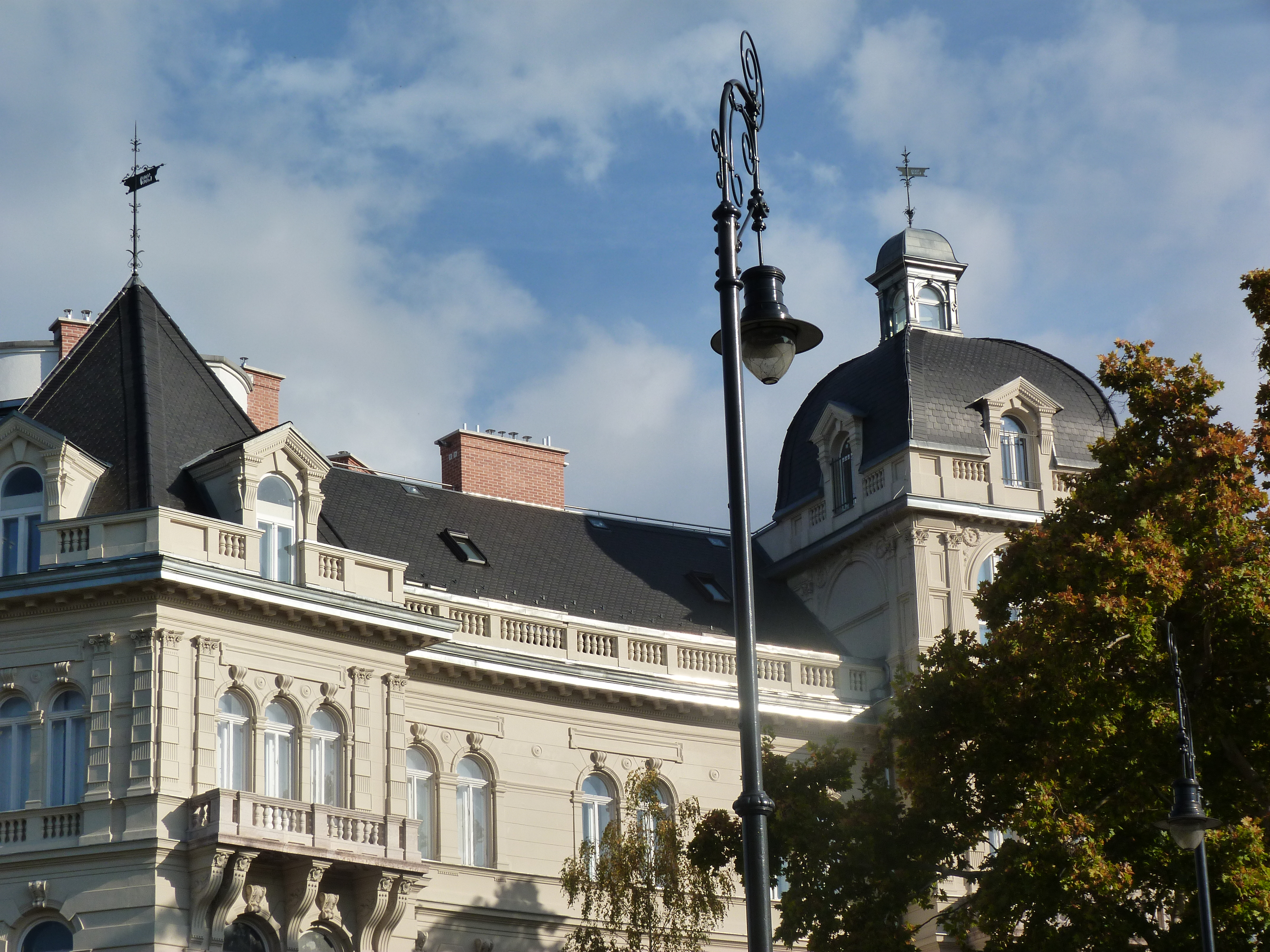
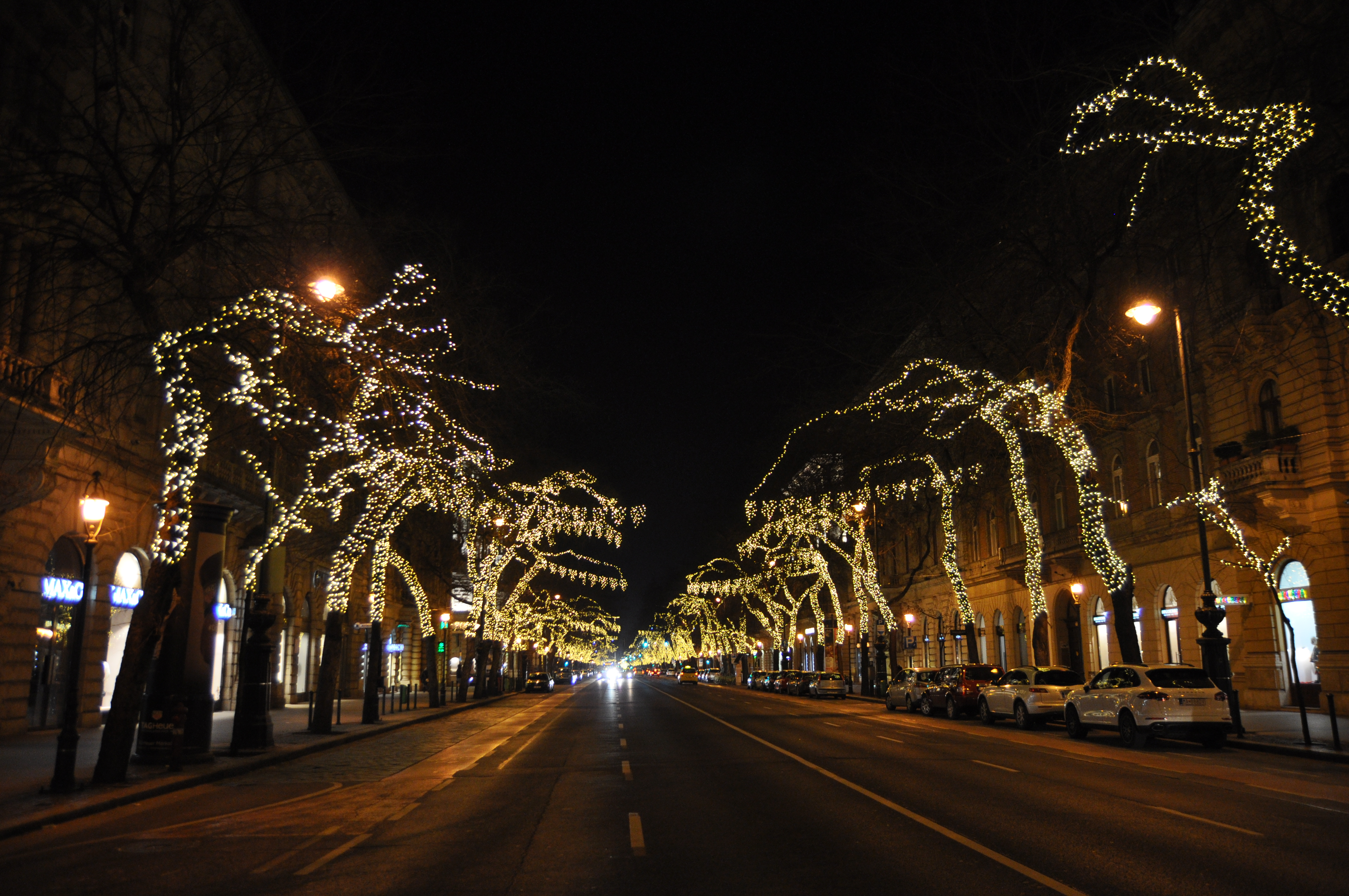
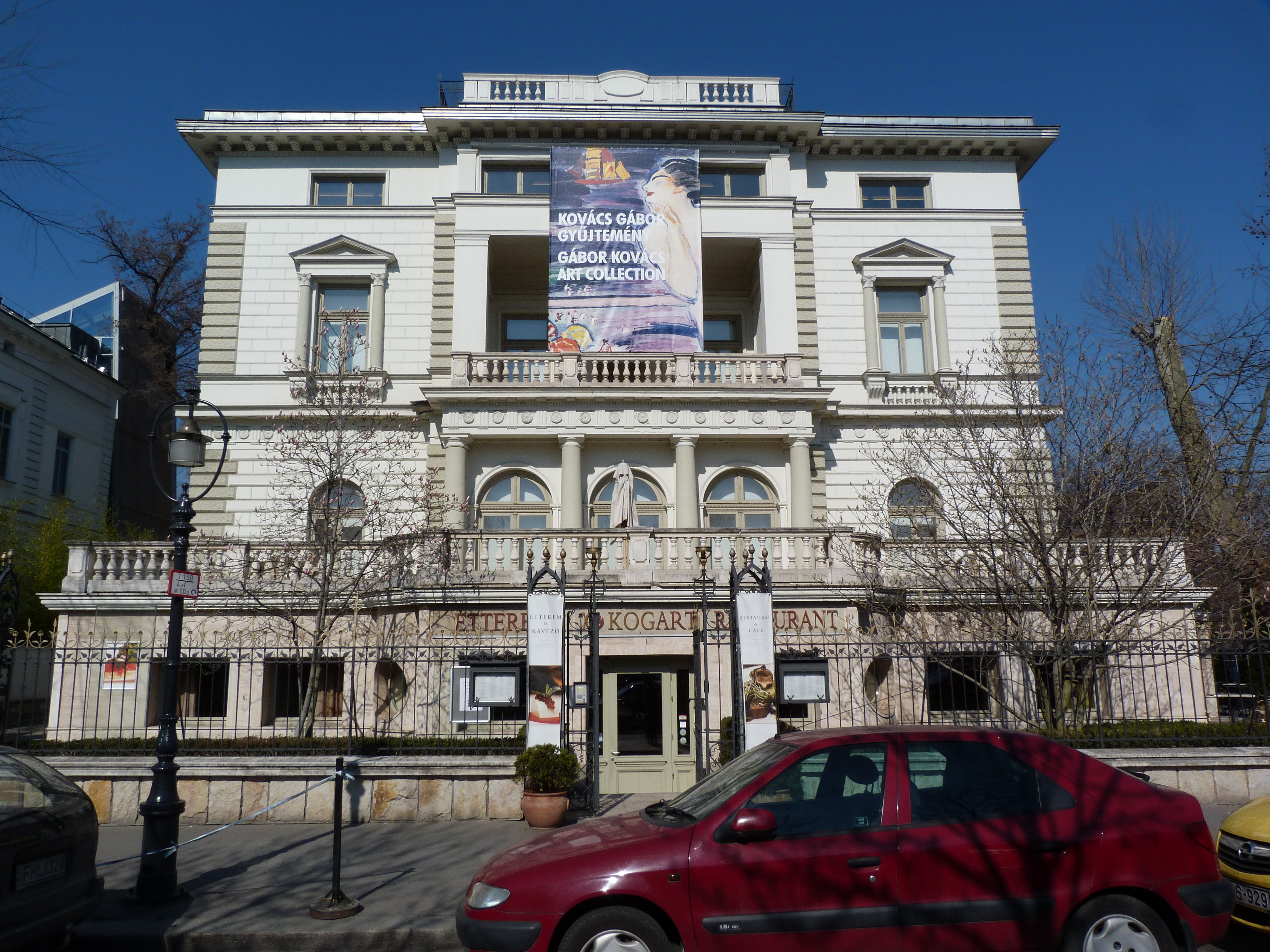
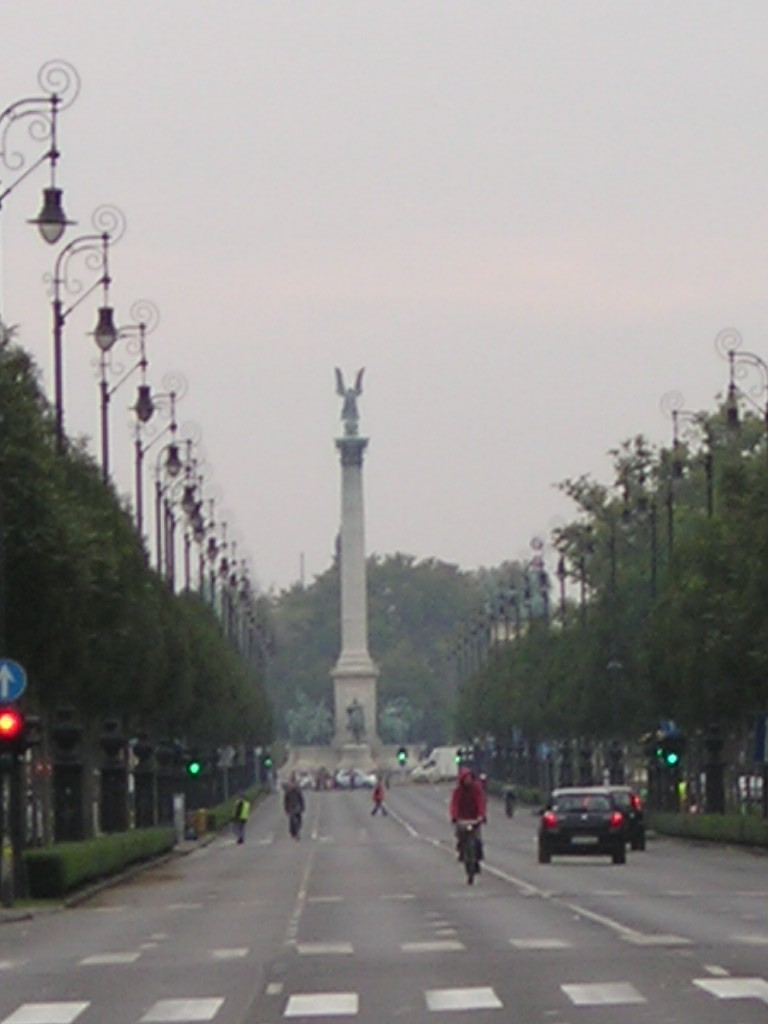